# Tarit Kumar Sett
Tarit Kumar Sett (15 de janeiro de 1931 — Calcutá, 29 de janeiro de 2014)  foi um ciclista olímpico indiano. Sett representou sua nação nos Jogos Olímpicos de Verão de 1952, em Helsinque, na prova de perseguição por equipes (4.000 m).